# Шацков, Андрей Владиславович
Андрей Владиславович Шацков (род. 1 декабря 1952, Москва) — русский поэт и журналист.

## Биография
1971 — на творчество Шацкова обращает внимание Валентин Дмитриевич Берестов, написавший впоследствии предисловие к его книге: «… Он стал строителем, но стихи писать не бросил. В них и вправду есть лирическое ощущение Древней Руси, а его стихи о любви проникнуты глубочайшим уважением к женщине…».
1976 — окончил Московский инженерно-строительный институт. Работал по специальности в Главмособлстрое, Минхимпроме СССР, Минтрансе России и в Постпредстве Республики Саха (Якутия) при Президенте России. Участвовал, будучи главным инженером, в создании уникального санаторного комплекса «Бэс чагда» на Николиной Горе в Московской области. Работал в газете «Слово».
1997 — вместе с группой энтузиастов участвует в возрождении регулярных выпусков популярного молодёжного альманаха «Истоки», членом редколлегии которого является до настоящего времени.
1999 — завершает цикл стихов «На поле Куликовом», что позволило лауреату государственной премии поэту Владимиру Фирсову назвать автора «Последним осколком серебряного века». За цикл духовных стихов, а также за вклад в дело православия, Шацков А. В. был пожалован орденом преподобного Сергия Радонежского от Патриарха Московского и всея Руси Алексия II. Многое в творчестве Шацкова А. В. связано с его «Малой родиной» — заповедным Рузским краем Подмосковья, где он на общественных началах руководил местным литературным объединением им. Ф. И. Тютчева.
2000 — становится постоянным ведущим рубрики «Заметки русского поэта» в газете «Слово». Принят в Российский и Международный союзы журналистов. 2005 — советник Министра культуры и массовых коммуникаций Российской Федерации А. С. Соколова. Председатель редколлегии альманаха «День поэзии. 2006».
Главный редактор ежегодного альманаха «День поэзии — XXI век. 2007, 2009, 2010-2016». Главный редактор альманаха «День православной поэзии. 2008».
А. В. Шацков лауреат литературных премий: журнала «Наш современник» за 1999 и 2005 годы, журнала «Молодая гвардия» за 2004 год, журнала «Юность» за 2005 и 2007 годы, журнала «Российский колокол» за 2008 год, журнала «Нева» за 2010 год. В декабре 2001, за книгу стихов «Склон високосного года», награждён Всероссийской литературной премией им. Александра Невского «России верные сыны». В 2006 лауреат Международной Лермонтовской премии в области литературы. В 2007 лауреат литературного конкурса Издательского совета РПЦ «Просвещение через книгу» за книгу «Осенины на краю света». В 2008 году лауреат Общероссийской литературной премии им. Петра Проскурина и Всероссийской премии «Югра» за книгу лирики «Осенняя женщина». В 2009 году лауреат Независимой литературной премии «На встречу дня!» имени Бориса Корнилова, за аудиокнигу. В 2010 году награждён общественным литературным орденом «Гавриил Державин», в 2011 году орденом «В. В. Маяковский», а в 2012 году орденом «М. Ю. Лермонтов» МГО СП России. В декабре 2012 года удостоен ордена «Русская звезда» им. Ф. И. Тютчева, учрежденного литературным фондом «Дорога жизни». Является кавалером юбилейных серебряных Пушкинской и Тютчевской медалей, а также медали Академии российской словесности «Ревнителю просвещения».
2013 год — лауреат премии Правительства Российской Федерации (за просветительский проект в области литературы "Альманах «День поэзии — XXI век»).
В 2014 году награждён памятной медалью Министерства культуры РФ «200-летие М. Ю. Лермонтова».
2016 год  — лауреат Всероссийской  литературной премии  имени Н.С. Лескова «Очарованный странник».
2019 год  —  лауреат Всероссийской литературной премии «Русский путь» им. Ф. И. Тютчева.
2019 год  —  лауреат премии Международного славянского литературного форума «Золотой Витязь».
2020 год  —  лауреат ежегодной премии литературно-художественного журнала "Север"
2020 год  —  победитель VIII Международного литературного Тютчевского конкурса «Мыслящий тростник» в Овстуге, в номинации «Лучшее историко-философское стихотворение»
2020 год  —  победитель Второго всероссийского литературного конкурса «Золотое звено», проводимого «Литературной газетой» при поддержке ОАО «Российские железные дороги»
2021 год  —  лауреат Всероссийской премии имени М. Ю. Лермонтова в номинации "За вклад в культурно-просветительскую деятельность».
2022 год - лауреат XVII открытого конкурса "Просвещение через книгу" издательского совета Русской Православной Церкви в номинации "Лучшая духовно-патриотическая книга" за книгу "Сказы Куликова поля".
2022 год - лауреат премии имени первого редактора "Литературной газеты" Антона Дельвига "За верность слову и Отечеству" в номинации "Художественное слово" (поэзия).
2023 год - лауреат первого сезона Всероссийской литературной премии "Сказитель Руси", учрежденной Союзом писателей России.
2024 год - Награждён Специальным призом Жюри XlV Международного Славянского литературного форума «Золотой Витязь» 2024 года — за книгу «На этой земле…» (2023)
2024 - победитель первого сезона литературно-музыкальной премии "Белые крылья Непрядвы", учрежденной Ассоциацией "Лермонтовское наследие" и Институтом славянской культуры РГУ им. А. Н. Косыгина. 
Член Союза писателей России и Международной федерации журналистов. Действительный член Академии российской словесности. Проживает в Москве и в Рузе.
Внук советского военачальника гвардии генерал-майора  А. Г. Шацкова

## Публикации
В журналах «Москва», «Смена», «Наш современник», «Юность», «Дружба народов», «Молодая гвардия», «Литературная учёба», «Российский колокол», «Нева» (Санкт-Петербург), «Северная Аврора» (Санкт-Петербург), «Бег» (Санкт-Петербург), «Второй Петербург» (Санкт-Петербург), «Невский альманах» (Санкт-Петербург), «Невечерний свет» (Санкт-Петербург), «Наука и религия», «Обучение и карьера», «Туризм и отдых», «Московский вестник», «Подъём» (Воронеж), «Простор» (Казахстан), «Север» (Петрозаводск), «Югра» (Ханты-Мансийск), «Сибирь» (Иркутск), «Немига литературная» (Белоруссия), «Дети РА», «Плавучий мост», «Нижний Новгород» и др.
В альманахах «День поэзии. 2000 г.», «День поэзии. 2006 г.», «День поэзии 2007 г.», «День поэзии Россия — Санкт-Петербург. 2007 г.», «День православной поэзии. 2008 г.», «День поэзии. 2009-2016 гг.», «Мосты», «Истоки», «Радонеж», «Отчее слово», «Антология одного стихотворения», «Дон», «Коломенский альманах»,«Глагол» (С-ПБ – Ростов н/д), «Под часами» (Смоленск), «Врата Сибири» (Тюмень) и др.
В газетах «Литературная газета», «Независимая газета», «Литературная Россия», «День литературы», «Литературные новости», «Московский комсомолец», «Правда», «Слово», «Учительская газета», «Подмосковные известия», «Труд», «Вечерняя Москва», «Московская правда», «Гудок», «АиФ», «Невское время», «Красное знамя» (г. Руза) и др.